# Lou Scheper-Berkenkamp

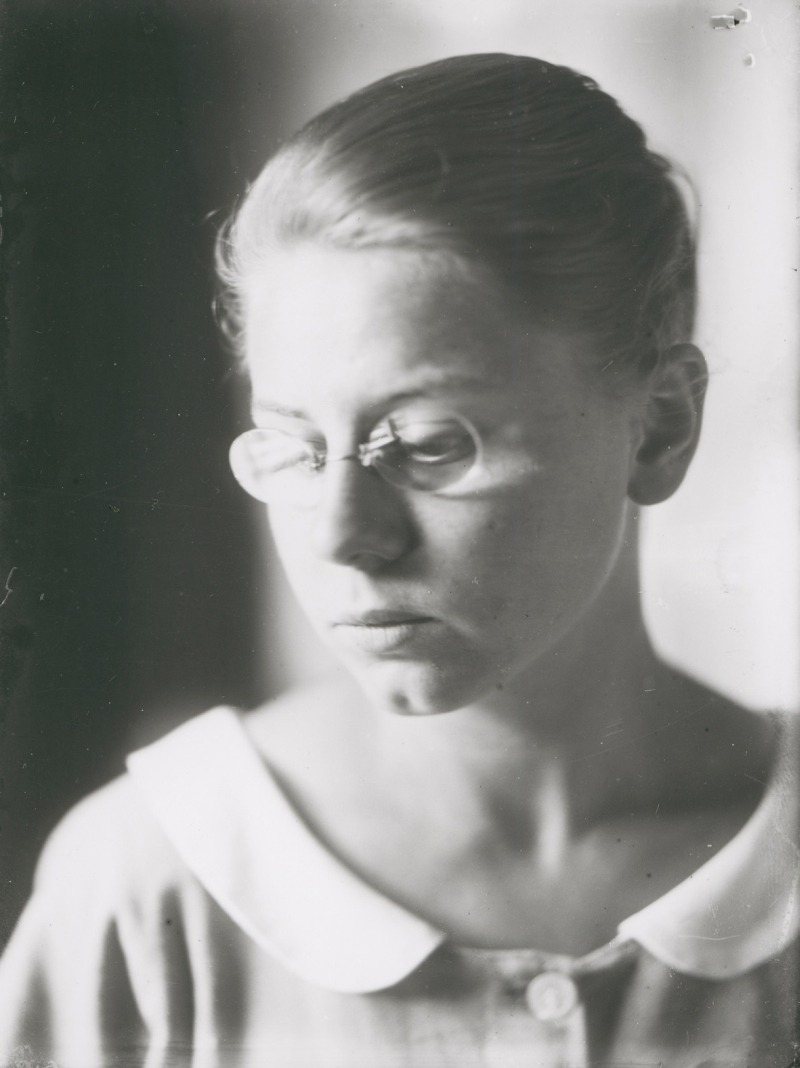
Lou Scheper-Berkenkamp 1922

Lou Scheper-Berkenkamp (* 15. Mai 1901 in Wesel als Hermine Luise Berkenkamp; † 11. April 1976 in Berlin) war eine deutsche Malerin, Farbgestalterin, Avantgardistische Kinderbuchautorin, Märchenbuchillustratorin und Kostümbildnerin.

## Leben
Lou Scheper-Berkenkamp wurde am 15. Mai 1901 als Tochter von Adalbert Berkenkamp (1868–1947) und seiner Frau Laura Johanna Katharina Darmstädter (1872–1956) geboren. Sie hatte zwei Brüder Alfred (1896–1917) und Walter (1910–1994). Ihr Vater war, gemeinsam mit seinem Bruder, ihrem Onkel Heinrich, Leiter der Papierwaren- und Tütenfabrik in Wesel. Der Großvater Heinrich Berkenkamp hatte die Firma 1865 gegründet.

## Die Schule und ihre Entdeckung
Sie absolvierte die Volksschule und besuchte anschließend vier Jahre ein Gymnasium. Weiterführend besuchte Lou die Viktoria-Schule in Essen, ein Mädchengymnasien mit fortschrittlichem Unterricht. Durch die Kunstlehrerin Margarete Schall (1896–1939) wurde ihr Talent für Farben und das Malen entdeckt.

„Im Abiturzeugnis vom 4. März 1920 findet ‚ihre ausgesprochene Begabung für literarische und künstlerische Probleme‘ positive Anerkennung. Desgleichen werden ihr ‚sehr gute Leistungen im Deutschen und im Zeichnen‘ bestätigt. Begabungen die ihren weiteren Lebensweg prägten.“

## Die Bauhauszeit

Farbkreis nach Johannes Itten (1961)

Nach ihrem Abitur 1920 immatrikulierte sich Lou Berkenkamp am Bauhaus in Weimar und nahm Unterricht bei Johannes Itten, Lyonel Feininger, Paul Klee und Georg Muche. Nachdem sie den obligatorischen Vorkurs bestanden hatte, wechselte sie in die Werkstatt für Wandmalerei. 1922 verließ Berkenkamp das Bauhaus gemeinsam mit Hinnerk Scheper, einem Kommilitonen vom Bauhaus und heiratete ihn am 24. Dezember desselben Jahres. Berkenkamp lebte in den ersten Jahren ihrer Ehe, mit dem im November 1923 geborenen Sohn Jan Gisbert, bei ihren Eltern in Wesel. Erste Zeichnungen und illustrierte Bilderbriefe entstanden während dieser Zeit. Hinnerk Scheper war unterdessen an verschiedenen Orten als Farbgestalter tätig. 1925 wurde er als Meister der Wandmalerei ans Bauhaus in Dessau berufen. 1926 kam die gemeinsame Tochter Britta in Dessau zur Welt. Nach Weggang 1927 von Georg Muche, Meister für Holzschnitzerei, nach Berlin wurde eine Doppelhaushälfte in einem Meisterhaus frei und Familie Scheper konnte dort einziehen. Lou Scheper-Berkenkamp arbeitete – ohne Immatrikulation – in der Bühnenwerkstatt des Bauhauses unter der Leitung von Oskar Schlemmer mit. Einen wichtigen Bereich in Schlemmers Arbeit unterstützte Lou mit der Erarbeitung von Kostümen, Choreographien, Kulissen und Marionetten für „Triadisches Ballett“ (Uraufführung 1922 in Stuttgart, Weiterentwicklung durch Oskar 1926 mit Musik von Hindemith). Sie entwarf unter anderem Kostüme und Kulissen für die Stücke Ojdar und Zirkus und führte Regie. 1927 bis 1929 nahm sie an den Gemeinschaftsausstellungen des Bauhauses teil.

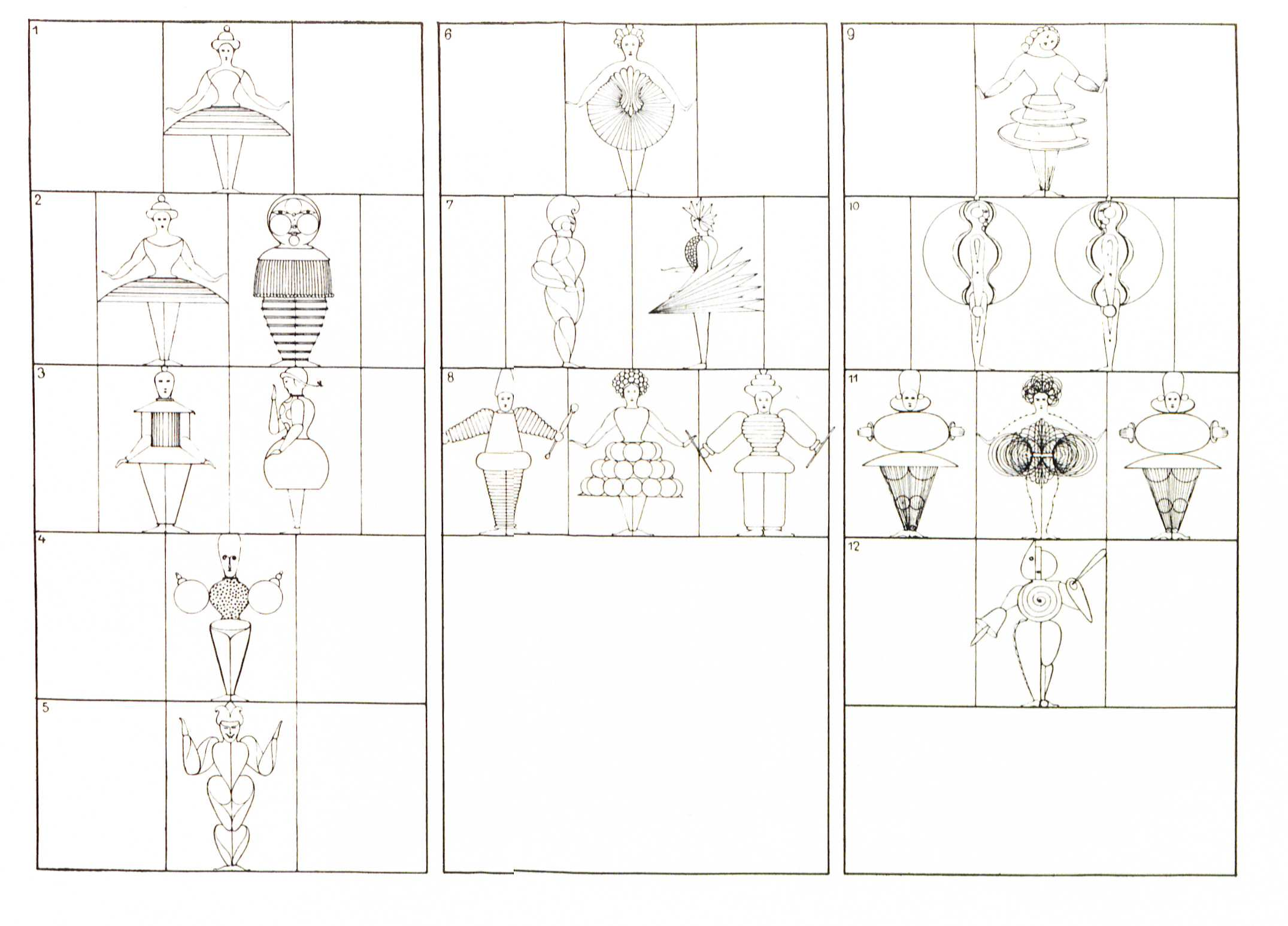
Choreographie Triadisches Ballett
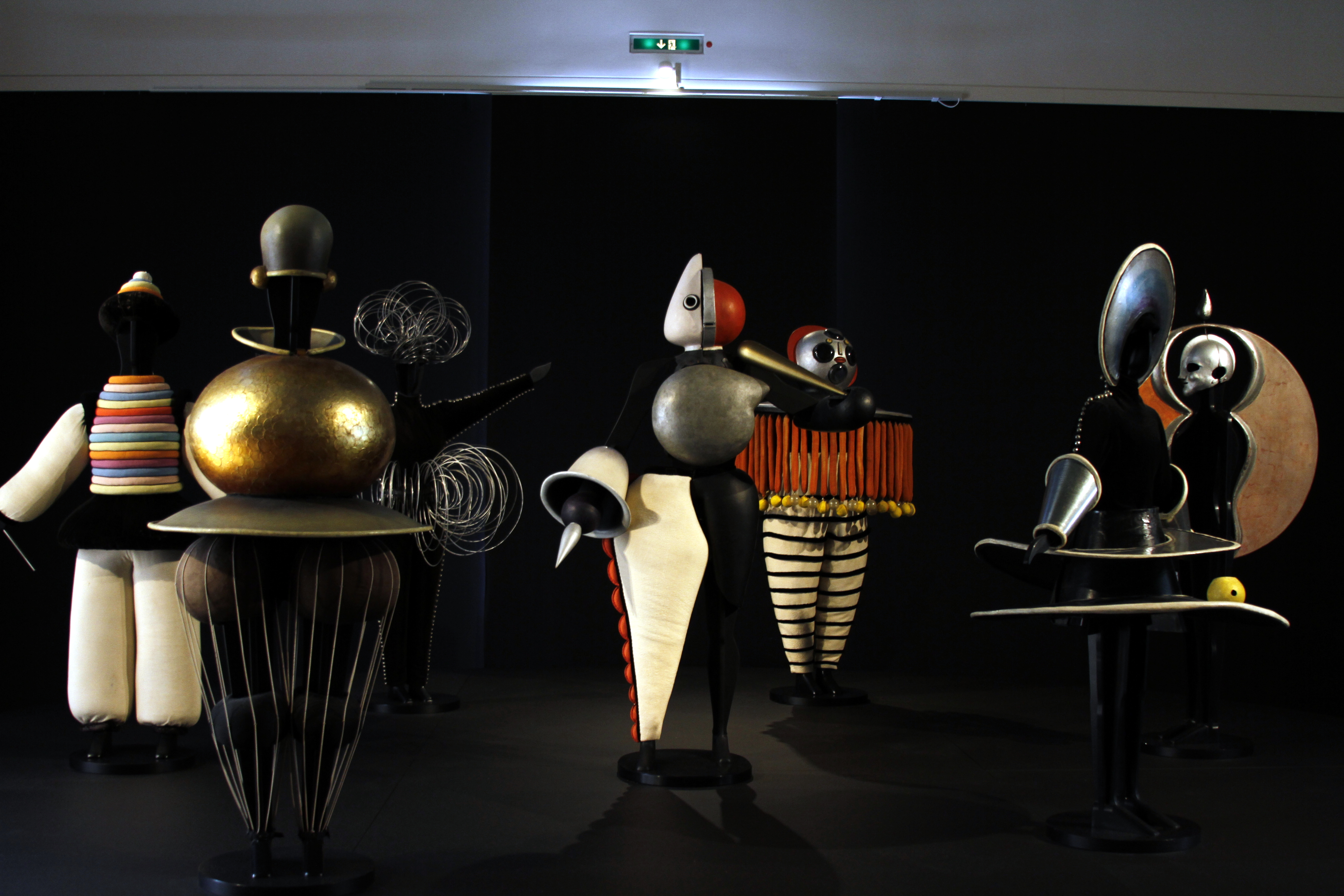
Figurinen des Triadischen Balletts in der Staatsgalerie Stuttgart

## Die Zeit in Moskau

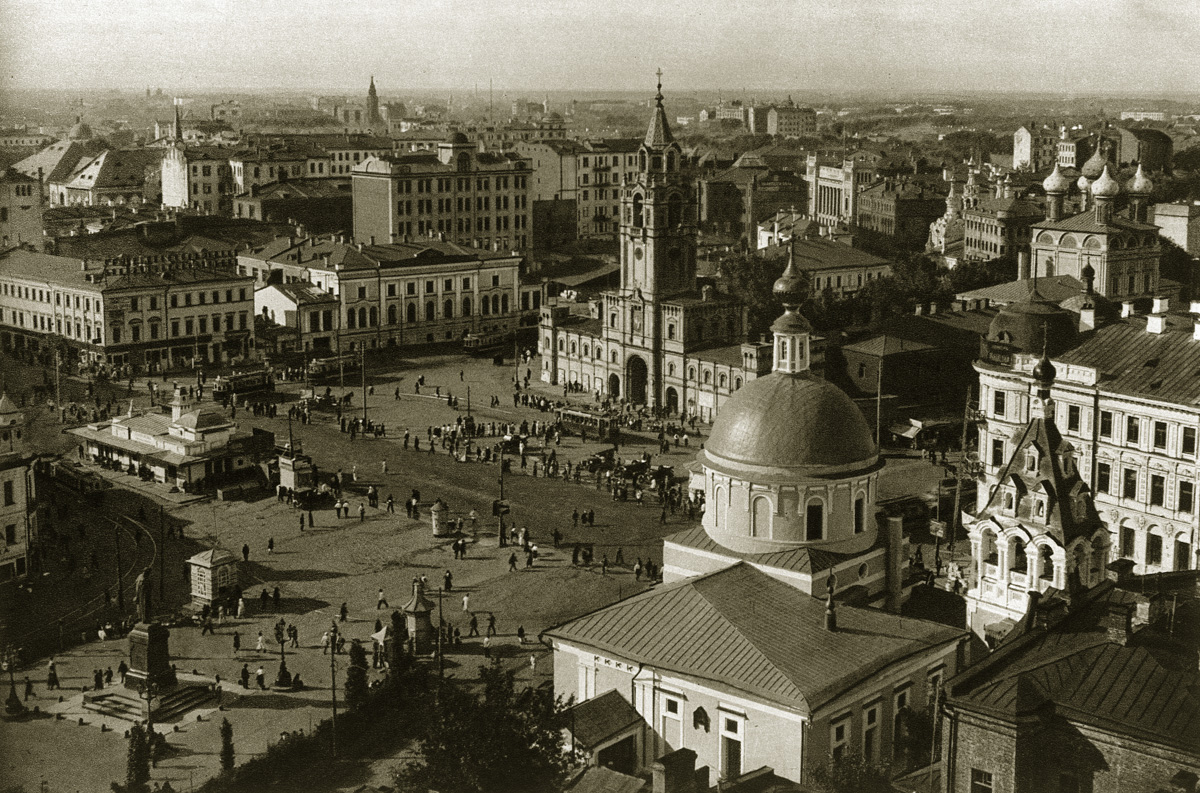
Puschkin-Platz 1920

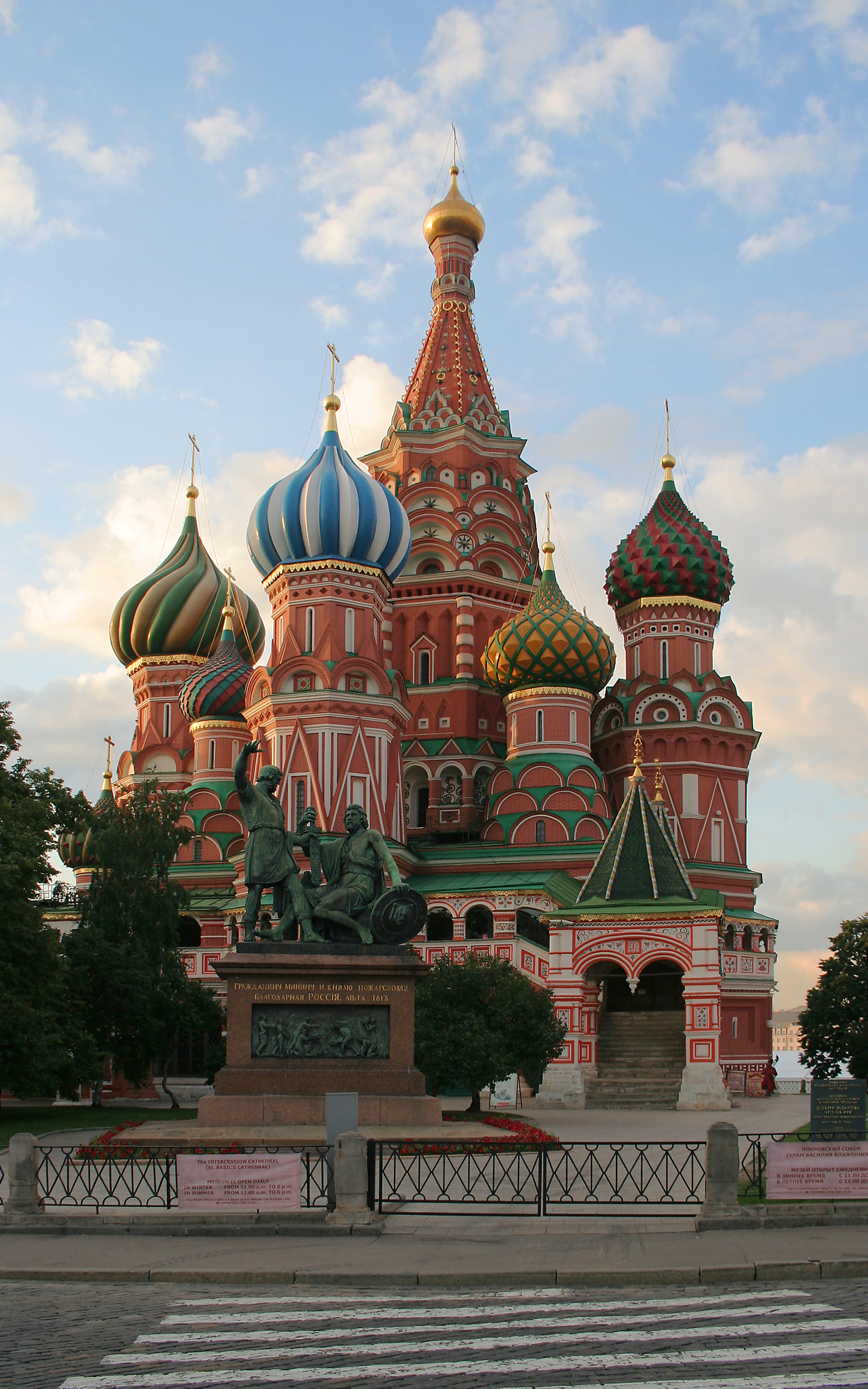
Basilius-Kathedrale

Von Juli 1929 bis August 1930 folgten die Schepers einem Ruf nach Moskau. Hinnerk Scheper sollte hier als Spezialist für Farbgestaltung eine „Beratungsstelle für Farbe in der Architektur und im Stadtbild“ (russisch Maljarstroj) für die gesamte Sowjetunion einrichten. Gemeinsam arbeiteten sie an den Farbplänen. Lou Scheper-Berkenkamp verfasste während dieser Zeit Beiträge für die deutschsprachige Wochenzeitschrift Moskauer Rundschau.
In ihren Beiträgen hielt sie mit künstlerischer Hand und sozialkritisch den Alltag der Menschen in der Großstadt fest. Im Dienste ihres Mannes veröffentlichte sie keine eigenen Werke in Moskau und unterstützte Hinnerk bei organisatorischen Problemen. Inspiriert von den Figuren des Triadischen Balletts einstanden Collagen aus den Grundformen Kreis, Dreieck und Quadrat. Mit ihrem abstrakten Schaffen richtete sie sich kritisch gegen die Normierung von Architektur und der Sowjetbürger. Sie malte das Straßenleben Moskaus mit Tusche und Deckfarben. So entstanden ironische Text- und gekonnte Bildgestaltungen.

„Der Sowjetstern hat uns keineswegs geblendet.“

## Die Zeit des Nationalsozialismus

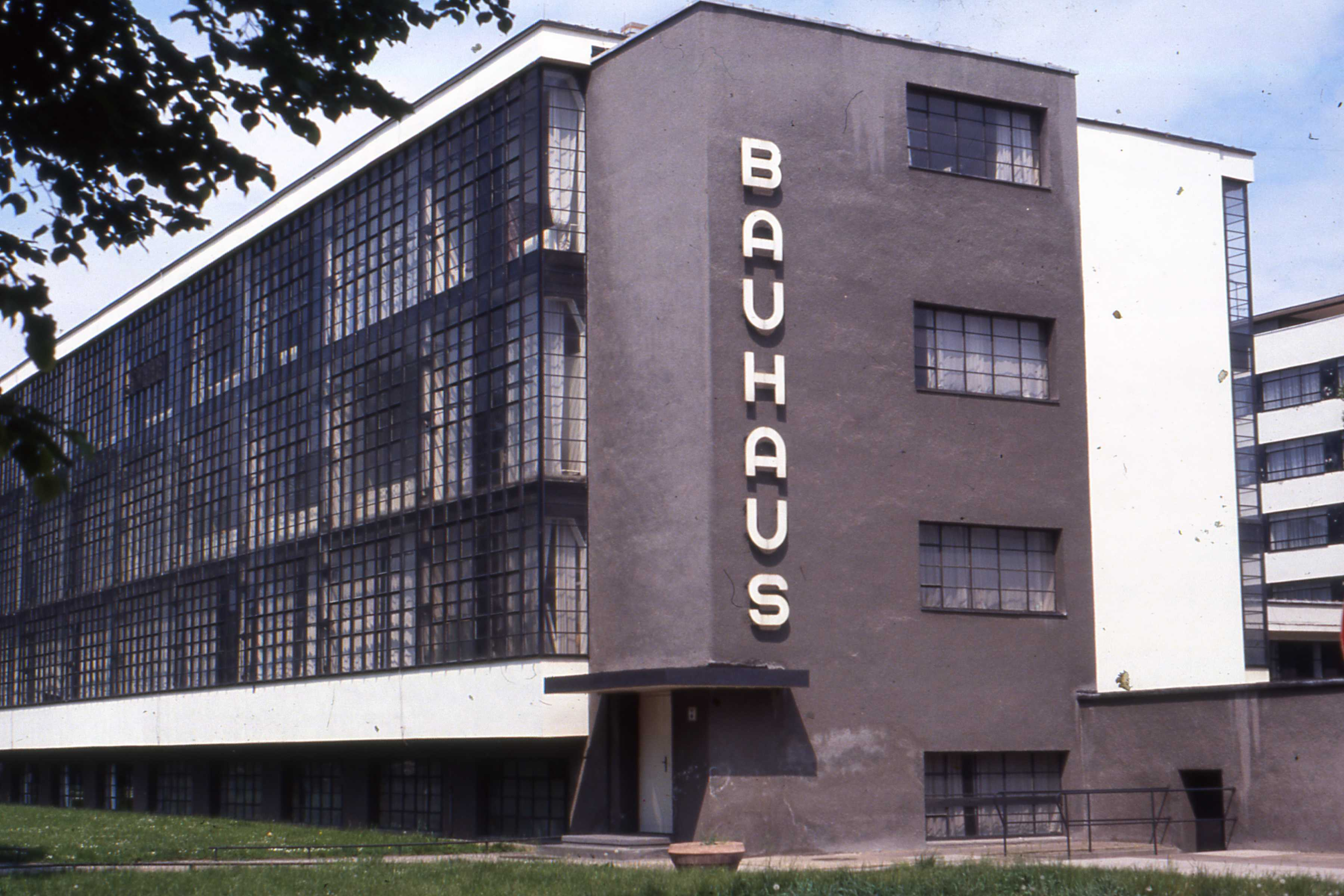
Das Bauhaus, Dessau, Mai 1990

Nach einem weiteren kürzeren Aufenthalt in Moskau 1931 kehrten die Schepers ans Bauhaus, unter dem neuen Leiter Ludwig Mies van der Rohe, in Dessau zurück. Als das Bauhaus 1932 umzog, siedelten sie mit in die Hauptstadt Berlin um.

„Hellklare und dunkelklare Töne, reines Weiß und reines Schwarz, variierte Graustufen ohne Verschmutzung - das war die Farbwelt in die das schlimme Braun, das brandige Rot des Dritten Reiches einbrachen. Was vor 1934 lag wurde verschüttet und muss mühsam wieder zu Tage gefördert, zum Bewusstsein gebracht werden.“

Durch die sich zuspitzende politische Lage 1932 in Deutschland war an eine weitere Zusammenarbeit mit den sowjetischen Kollegen nicht mehr zu denken. Der rechtsgerichtete
Magistrat in Dessau, der seit 1931 führende Fraktion im Stadtrat war, kürzte alle Finanzmittel für das Bauhaus. Am 1. Oktober 1932 schloss unfreiwillig und unter politischem Druck das Dessauer Bauhaus. Es wurde als Gauführerschule der NSDAP genutzt.
Mies van der Rohe wollte mit eigenen Mitteln das Bauhaus in Berlin unter dem Titel „Freies Lehr- und Forschungsinstitut“  in der ehemaligen Steglitzer Telefonfabrik weiterführen, doch die Nationalsozialisten zwangen ihn, am 20. Juli 1933 das Institut zu schließen. Die Lehrer mussten sich von da ab mit Gelegenheitsarbeiten ihr Auskommen sichern.
Einige Bauhauskünstler emigrierten nach Palästina und in die USA.

„Es gibt zwei Arten, auf Katastrophen zu reagieren: man gerät außer sich oder man gerät in sich.“

Seit der Schließung des Berliner Bauhauses 1933 arbeitete Lou Scheper-Berkenkamp als freie Malerin in Berlin. 1938 wurde der Sohn Dirk in Berlin geboren. Lou  begleitete Hinnerk auf seinen „Norddeutschen Reportage-Reisen“ und schrieb Texte für seine verschiedenen Landschaftsfotoserien. Repressionen 1934 gegen ihren Ehemann Hinnerk, dem der Eintritt in den Reichsverband deutscher Bildberichterstatter durch die Nationalsozialisten verboten wurde, ließen auch diese Einnahmequelle für die Familie versiegen. So konzentrierten sie sich auf die farbliche Ausgestaltung öffentlicher Häuser, von Wandbildern und  auf Restaurierungsarbeiten. Von 1942 bis 1945 leistete Scheper Kriegsdienst in Deutschland. Lou versorgte in dieser Zeit die Familie alleine. Sie erfand Bildergeschichten, die als Kinderbücher aber erst 1948 im Leipziger Ernst Wunderlich Verlag erschienen. In völliger Zurückgezogenheit überstand die Familie die Kriegsjahre.

## Die Zeit nach dem Zweiten Weltkrieg
Lou Scheper-Berkenkamp hatte mit ihren Kindern Britta, Jan Giesbert, Dirk und ihren Eltern, deren Haus in Wesel durch den Krieg zerstört wurde, dass Kriegsende in Badbergen erlebt.
Hinnerk Scheper ernannte 1945 der Berliner Magistrat zum Denkmalspfleger und Landeskonservator von Berlin und seine Frau unterstützte ihn bei seiner Arbeit.

### Der Neuanfang der Dichtermalerin
Sie widmete sich ab jetzt wieder ihren künstlerischen Schaffen und suchte einen Weg die Kinderbücher zu publizieren. Im Verleger Ernst Wunderlich aus Leipzig fand sie den richtigen Ansprechpartner, mit den besten technischen Möglichkeiten des Offsetdrucks und eines Bewunderers ihrer Kunst.

„„Ich darf der Hoffnung Ausdruck geben, daß unsere beginnende gemeinsame Arbeit der Sache des Kinderbuchs dienen möge, daß es uns gelingt, für Ihre Arbeiten weithin Freunde zu gewinnen und den eigenartigen und künstlerisch reizvollen Schöpfungen Ihrer Hand bei dem Kinderpublikum aufs glücklichste Eingang zu verschaffen […].““

„Das war nicht die übliche Weit der Elfen und Zwerge. Der Teddybären und Osterhasen, sondern eine erregend neue, eine kühne und heitere, verspielte und großzügige Welt. […]
Diese Bilderbücher sind zum Bersten erfüllt von Leben und Bewegung […]. verfaßt von einer ..Dichtermalerin", die aus Text und Bild eine Einheit schaffte.“

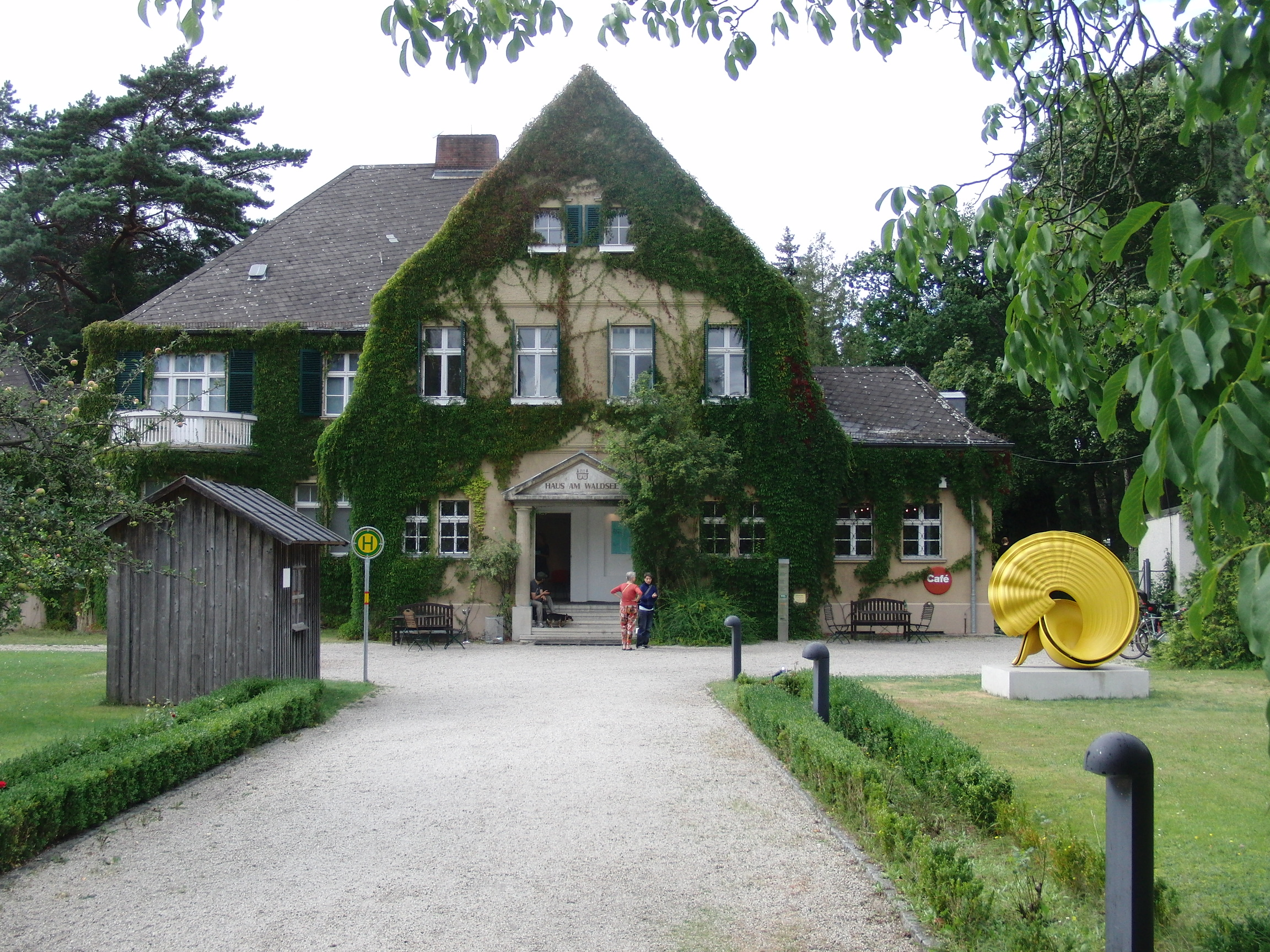
Haus am Waldsee, Berlin

Sie nahm 1950/51 an „Ausstellungen von Bilderbuch-Originalen“ teil. Ihre Werke wurden in „Amerikahäusern“ in Kassel, Darmstadt, Frankfurt,  Gießen,  Marburg und Wiesbaden gezeigt. Diese amerikanischen Institutionen entstanden um 1950 in Westdeutschland im Geist demokratischer Bildungsarbeit der Alliierten. In der offenen freundschaftlich geprägten Atmosphäre dieser Häuser konnten die zeitlos kunstvollen Bildgeschichten von Lou den erzählerischen Strom ihrer Kunst entfalten.

### „Der Ring“ 1951 Künstlervereinigung Berlin Ausstellungen und neue Projekte
1951 gehörte Lou Scheper-Berkenkamp zu den Mitbegründern der Berliner Künstlervereinigung „Der Ring“, dem sie als Vorstandsmitglied bis 1970 angehörte. Zu dem Mitgliedern zählten Erhard Groß (1926– 2011 Berlin), Wilhelm Peter August Helmstedt (* 3. September 1904 in Wilhelmshaven ; † 10. März 1976 in Berlin), Arno Mohr, Arthur Fauser, Peter Steinforth, Alfred Kubin, Wolf Röhricht, Siegmund Lympasik, Ulrich Knispel, Otto Eglau, Erich Waske, Georg (Gory) von Stryk (* 30. August Dorpat; † 14. Dezember Berlin), Walter Wellenstein (* 21. Mai 1898 Dortmund; † 17. Oktober 1970 Berlin), Erich Fritz Reuter, Gerhart Schreiter und Hans Szym. Sie stellte mit ihren Künstlerkollegen mehrere Jahre im „Haus am Waldsee“ in Berlin-Zehlendorf aus. Neben zahlreichen Teilnahmen an Ausstellungen in der BRD und teilweise auch im Ausland engagier sich Lou Scheper-Berkenkamp noch bis 1970 aktiv im Berufsverband Bildender Künstler in Berlin. Zwischen 1956 und 1969 war sie mitverantwortlich für die Gestaltung der alljährlichen Großen Berliner Kunstausstellung. Nach Hinnerk Schepers Tod 1957 übernahm Lou Scheper-Berkenkamp seine Aufgaben im Bereich Farbgestaltung in der Berliner Architekturlandschaft. Unter anderem war sie bei der Farbgestaltung der Innenräume des letzten von Otto Bartning realisierten Projektes, einem Berliner Kinderheim, der Berliner Philharmonie von Hans Scharoun, des Ägyptischen Museums, diverser Bauten von Walter Gropius in Berlin Britz-Buckow-Rudow sowie des Flughafengebäudes Berlin-Tegel beteiligt. Bis zu ihrem Tode am 11. April 1976 arbeitete Lou Scheper-Berkenkamp noch an den Farbkonzepten für die Berliner Staatsbibliothek von Scharoun.

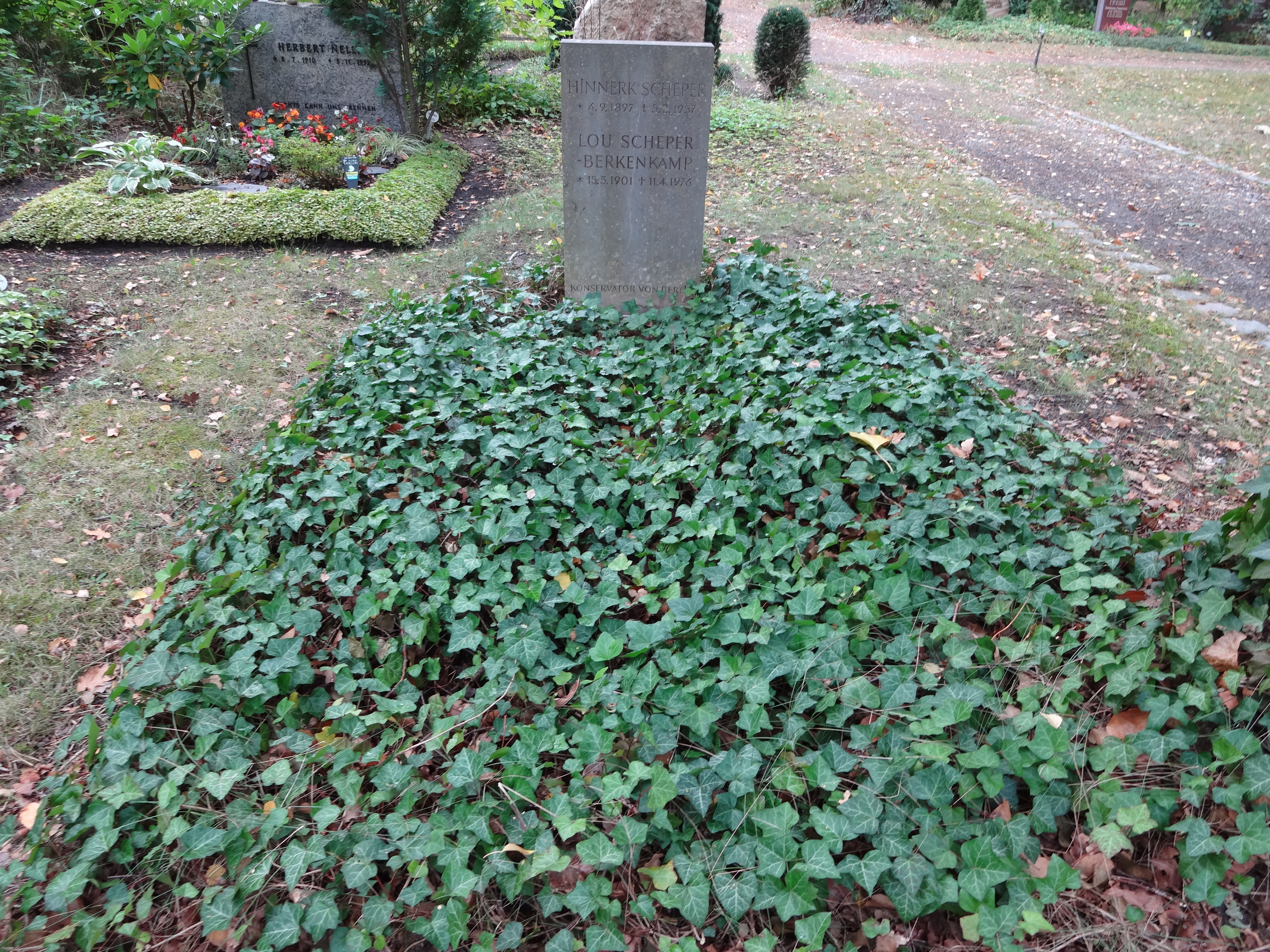
Gemeinsames Grab mit ihrem Ehemann Hinnerk Scheper

„Es gibt in der Architektur und der Kunst unserer Zeit wenig, was nicht im Bauhaus vor empfunden, vorformuliert, vorgeahnt worden ist, wenn es auch selten zu Ende gebracht, nicht einmal immer zu Ende gedacht scheint. Ein Fragment, ohne Zweifel, dieses unser nun schon legendäres Bauhaus, verklärt durch den Reiz des Unvollendeten.“

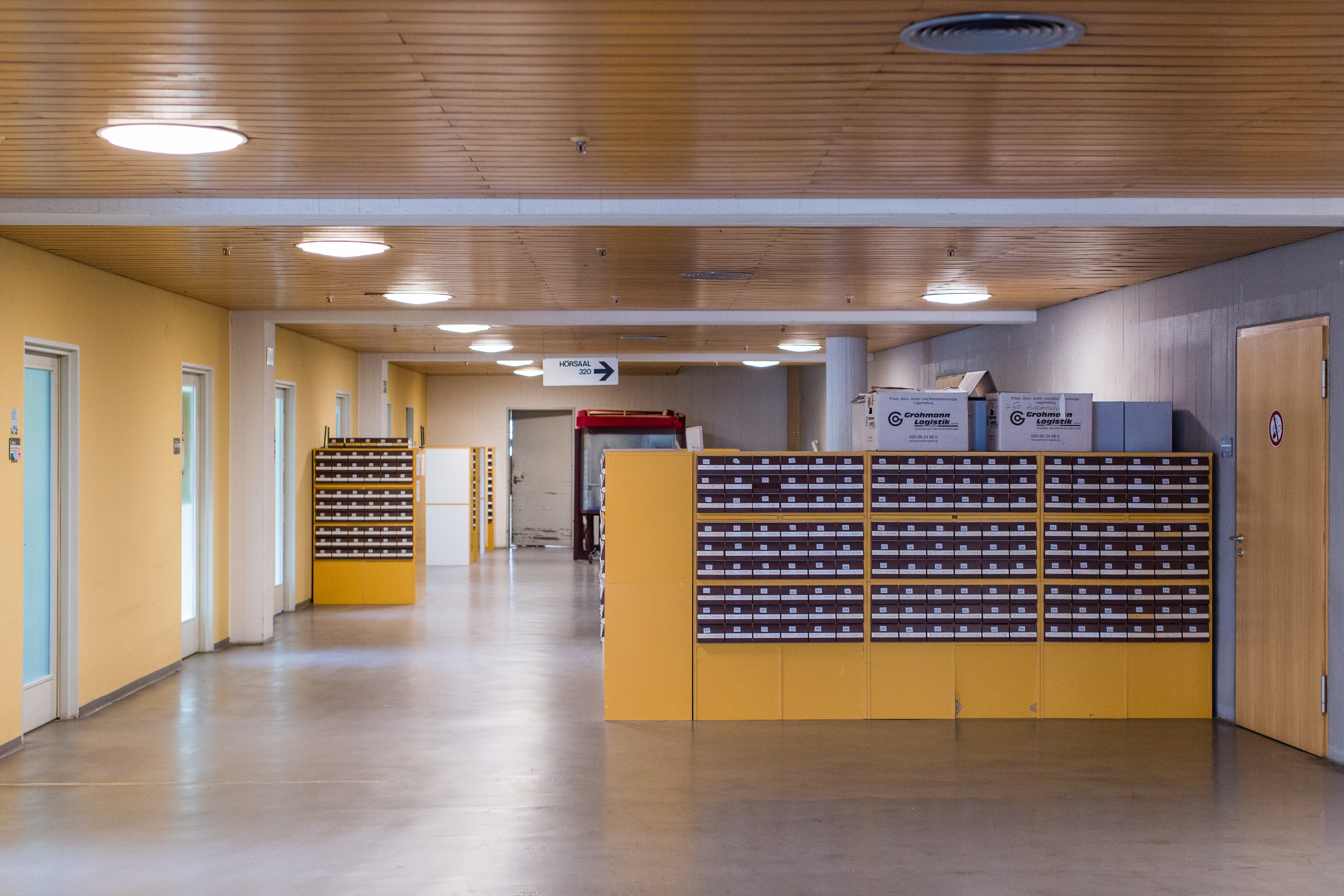
Staatsbibliothek Berlin, Farbschema Lou Scheper-Berkenkamp letztes Werk

Am 11. April 1976 starb Lou Scheper-Berkenkamp in Berlin; das gemeinsame Grab des Ehepaars befindet sich auf dem Friedhof Zehlendorf.

## Familie Scheper
22. Dezember 1922 heiratete sie Ehemann Hinnerk (Gerhard Hermann Heinrich) in der Stadtkirche St. Peter und Paul in Weimar.
Aus der Ehe gingen folgende Kinder hervor:
- Jan Gisbert (* 7. November 1923)
- Britta  (* 28. März 1926; † 14. Januar 2012)[11]
- Dirk (* 21. August 1938; † 26. April 2021)[12], Ehefrau Renate Scheper (Autorin)

## Eigene literarische Werke
- Lou Scheper-Berkenkamp Kunstausstellung Mai–Juni 1948; Staatl. Schlossmuseum Rudolstadt Autor: Lou Scheper-Berkenkamp; Verlag: Rudolstadt Heidecksburg Direktion des Staatlichen Schloßmuseums 1948
- Lou Scheper: miterlebt und mitgestaltet – vom bauhaus bis heute. In: I-PunktFARBE. Düsseldorf 3/1964.
- Scheper, Lou: Rückschau. In: Neumann, Eckhard (Hrsg.): Bauhaus und Bauhäusler. Erinnerungen und Bekenntnisse. Dumont Taschenbücher. Köln: DuMont 1985 (EA Bern, Stuttgart 1971).
- Das Narkomfin-Kommunehaus in Moskau, 1928–2012: Dom Narkomfina (russisch Дом Наркомфина) – das Haus des Volkskommissariates für Finanzen : und dem ICOMOS – ISC 20C – Madrid Dokument 2011 Autor: Moissei Jakowlewitsch Ginsburg; Hinnerk Scheper; Lou Scheper-Berkenkamp; Johannes Cramer; Anke Zalivako; et al
- Phantastiken : die Bauhäuslerin Lou Scheper-Berkenkamp Autoren: Lou Scheper-Berkenkamp; Annemarie Jaeggi; Edzard Reuter; Dirk Scheper; Renate Scheper; Alle Autoren Verlag Bramsche: Rasch, 2012.
- Wege zur Bewahrung des architektonischen Erbes des 20. Jahrhunderts Autor: M IA. Ginzburg; Hinnerk Scheper; Lou Scheper-Berkenkamp; Johannes Cramer; Anke Zalivako; et al Verlag: Petersberg : Michael Imhof, cop. 2013.

### Bildbriefe Lou Scheper an Marie-Luise Betlheim 1922–1936
- Bilderbriefe : Bauhäuslerin Lou Scheper an Marie-Luise Betlheim : Weimar, Dessau, Berlin, 1922–1936[13]

### Veröffentlichte Bilderbücher
- Knirps, ein ganz kleines Ding. Leipzig: Ernst Wunderlich 1.–25. Ts. 1948. Sechsfarbiger Offsetdruck, 16 S. 10,5×14,8 cm. Geheftet. Nachdruck: Berlin: Bauhaus-Archiv 2012.
- Puppe Lenchen. Leipzig: Ernst Wunderlich 1.–25. Ts. 1948. Sechsfarbiger Offsetdruck, 16 S. 10,5×14,8 cm. Geheftet. Nachdruck: Berlin: Bauhaus-Archiv 2012.[14]
- Tönnchen, Knöpfchen und andere. Leipzig: Ernst Wunderlich 1948. Sechsfarbiger Offsetdruck, 12 S. 10,5×14,8 cm. Geheftet.
- Die Geschichten von Jan und Jon und von ihrem Lotsenfisch. Leipzig: Ernst Wunderlich 1948. Achtfarbiger Offsetdruck, 20 S. 29,7×21 cm. Kartoniert

### Unveröffentlichte Kinderbuchmanuskripte
- Bälkchen erzählt seine Geschichte. 1948. Aufl. 15.000. Liz. Nr. 154.20 S. 29,7×21 cm (angekündigt „In Vorbereitung“).
- Die ernsthafte Geschichte von den vertriebenen und wieder versöhnten  Gestirnen. Für Kinder von 8–14 Jahren und für deren Eltern, soweit sie noch nicht zu erwachsen sind. Druckgenehmigung des Kulturellen Beirats für das Verlagswesen vom April 1948. Aufl. 20.000. 48 S. 29,7×21 cm (angekündigt „In Vorbereitung“).
- Die Löschblattkinder und ihr Hund. 16 S. (angekündigt 1948).
- Blümchens Abenteuer, eine wunderliche Geschichte. 14 S. (angekündigt 1948).
- Die Geschichte vom eitlen kleinen Mädchen (Entwurf um 1949).
- Sonderbare Reise eines kleinen Mädchens namens Tüttchen und eines namenlosen aber goldenen Kirchturmhahnes (Entwurf um 1949).
- Karneval (Entwurf um 1949).
- Die Geschichte vom letzten Traum eines Kindes (Entwurf um 1949)[1]